# Pallidionicus punctulata
Pallidionicus punctulata är en kackerlacksart som först beskrevs av Lucien Chopard 1924.  Pallidionicus punctulata ingår i släktet Pallidionicus och familjen storkackerlackor.
Artens utbredningsområde är Nya Kaledonien. Inga underarter finns listade i Catalogue of Life.